# Lumea musulmană
Lumea musulmană sau Lumea islamică se poate referi atât la totalitatea adepților mondiali ai Islamului (vezi Umma), cât și la țările în care Islamul este religia dominantă sau majoritară.